# Odpowiedzialne badania i innowacje
Odpowiedzialne badania i innowacje (ang. Responsible Research and Innovation, RRI) to nowe podejście do działalności badawczo-rozwojowej i innowacyjnej, które bierze pod uwagę zarówno skutki tej działalności oraz jej potencjalny wpływ na środowisko i społeczeństwo, jak i sposób prowadzenia działalności badawczo-rozwojowej i innowacyjnej. Jest to podejście, które w sposób znacznie szerszy niż do tej pory podkreśla kwestię współodpowiedzialności za badania i innowacje oraz formułuje wymagania nie tylko względem badaczy, ale także szerokiego kręgu innych osób i instytucji zaangażowanych w badania i innowacje bądź objętych potencjalnie ich skutkami. W ujęciu zaproponowanym przez Komisję Europejską postuluje się aby podmioty zaangażowane w odpowiedzialne badania i innowacje (w szczególności naukowcy i innowatorzy, ale także inni interesariusze np. decydenci):
1. dążyły do uzyskania odpowiedniej wiedzy na temat prowadzonych działań badawczych i innowacyjnych, brały pod uwagę możliwe konsekwencje tych działań oraz były świadome możliwych scenariuszy rozwoju sytuacji,
2. projektując badania naukowe oraz nowe produkty i procesy brały pod uwagę wartości etyczne i społeczne istotne dla społeczeństwa, takie jak dobrobyt, sprawiedliwość, równość, prywatność, niezależność, bezpieczeństwo, zrównoważony rozwój, odpowiedzialność czy demokracja,
3. oceniały zarówno rezultaty (badań czy innowacji), jak i możliwe scenariusze ich rozwoju czy wykorzystania w perspektywie wymienionych wyżej wartości.

## Definicje
Koncepcja OBI jest obecnie przedmiotem dyskusji i podejmowane są próby jej lepszego zdefiniowania. Jednym z postulowanych rozwiązań jest rozróżnienie pomiędzy oczekiwanymi efektami odpowiedzialnych badań i innowacji a parametrami procesu badawczo-rozwojowego czy innowacyjnego koniecznymi do uznania go za odpowiedzialny w rozumieniu OBI. W tym ujęciu efektami odpowiedzialnych badaniach i innowacji mogą być np. badania naukowe zgodne z wartościami wyznawanymi przez społeczeństwo bądź mające na celu znalezienie rozwiązania dla istotnych problemów społecznych. Proces badawczo-rozwojowy/innowacyjny można uznać za odpowiedzialny gdy odpowiadać będzie on parametrom takim jak antycypacja, społeczne włączenie, otwartość, przejrzystość itd.
Koncepcję OBI stosuje się głównie do badań i innowacji a jej powstanie wiąże się często z postępem w obszarze nauk ścisłych i technologii, w szczególności zaś z rozwojem nowych technologii, takich jak nanotechnologia, teleinformatyka, genomika, biologia syntetyczna czy geoinżynieria. Niektórzy autorzy twierdzą, że OBI mogą również obejmować instrumenty finansowe, politykę publiczną lub innowacje społeczne. Komisja Europejska podkreśla, że głównymi powodami dla stosowania OBI powinny być wielkie wyzwania społeczne (takie jak zmiana klimatu, degradacja środowiska, gwałtowny wzrost popytu na energię, ograniczone zasoby, starzenie się społeczeństw, migracje), którym łatwiej będzie sprostać, gdy wszystkie podmioty społeczne będą w pełni zaangażowane w poszukiwanie innowacyjnych rozwiązań, produktów i usług.

## Historia
Zwrot „odpowiedzialne badania i innowacje” pojawia się w literaturze od roku 2006. Źródeł tej koncepcji należ jednak szukać znacznie wcześniej. Już bowiem na przełomie lat 1960/70 ruch kontrkultury, rozwój organizacji konsumenckich, klęska naukowo-technicznej wojny wietnamskiej oraz zanik wiary w naukę obwinianą o rujnowanie planety spowodowały, że część środowisk naukowych i obywateli, szczególnie w Stanach Zjednoczonych i Europie, wysunęła postulat społecznej kontroli nauki, podważyła ideę autonomii nauki oraz podjęła krytykę wojskowego kompleksu naukowo-technicznego. W odniesieniu do ideologii autonomii nauki kwestionowano m.in.:
• obietnicę, że gdy tylko rząd będzie odpowiednio dobrze finansował badania naukowe i pozostawi uczonym wolną rękę w doborze tematyki i metod badań, odkrycia, jakich dokonają, w dłuższym horyzoncie czasu zaowocują wynalazkami zapewniającymi dobrobyt ludziom i potęgę państwom;
• zapewnienie, że etyczne postępowanie uczonego w dziedzinie nauki wyraża się (wyłącznie) w umiejętności stosowania metody naukowej (nie ma zewnętrznych norm w stosunku nauki).
Efektem zmiany postaw wobec nauki były m.in. amerykańska organizacja Science for the People (1969), powołany przez Kongres USA Urząd ds. Wartościowania Technologii (The Office of Technology Assessment (OTA), 1972-1995) oraz międzynarodowa konferencja w Asilomar (Kalifornia), która po raz pierwszy wezwała do nałożenia embargo na niektóre badania – eksperymenty w dziedzinie genetyki człowieka (1975).
W I dekadzie XXI wieku źródeł OBI należy szukać w ideach „Nauka i Społeczeństwo” i „Nauka w Społeczeństwie”. Unia Europejska w 2001 r. uruchomiła Plan działania «Nauka i społeczeństwo» celem określenia wspólnej strategii dla trwałego dwustronnego dialogu pomiędzy nauką i społeczeństwem obywatelskim Europy. W 2007 roku, w ramach VII Programu Ramowego w zakresie badań i rozwoju technologicznego (7PR), «Nauka i społeczeństwo» stała się «Nauką w społeczeństwie» (Science in Society, SiS).
OBI stają się elementem narracji politycznych, zwłaszcza w Europie, gdzie są one zagadnieniem przekrojowym w ramach „Horyzont 2020”. Brak jednak jednej, ustalonej definicji tego pojęcia, a także jednolitego stanowiska w sprawie sposobu realizacji postulatu wyrażonego przez OBI. W państwach członkowskich UE istnieją różne inicjatywy wspierające OBI, zwłaszcza w ramach programów krajowych rad ds. badań (np. Wielka Brytania, Niemcy i Holandia). ;. W roku 2014 realizowano co najmniej kilkanaście międzynarodowych projektów badawczych, w większości finansowanych lub współfinansowanych przez Komisję Europejską, dotyczących problematyki OBI.

## Zastosowania
Pomimo wątpliwości odnoście do definicji OBI istnieje zgodność co do tego, że wcielenie w życie idei OBI może:
• uwrażliwić inwestycje w B+R na aspekty etyczne i potencjalne skutki społeczne i w ten sposób zapobiec stratom wynikającym z odrzucenia badań i innowacji przez społeczeństwo;
• pomóc ocenić inwestycje w B+R i innowacje pod kątem aprobaty społecznej dla nich oraz zidentyfikować te z nich, które pomimo silnej aprobaty społecznej nie uzyskują dostatecznego wsparcia finansowego.
Pojęcie OBI ma charakter „parasolowy” i zawiera w sobie szereg innych pojęć/obszarów, takich jak:
• partycypacja – zaangażowanie wszystkich aktorów społecznych – naukowców, biznesmenów, polityków, obywateli – i ich łączny udział w procesach badań i innowacji,
• równość płci,
• edukacja naukowa,
• etyka,
• otwarty dostęp,
• zarządzanie (odpowiedzialność decydentów za szkodliwy lub nieetyczny rozwój badań i innowacji).
Narzędzia OBI to m.in.:
• wartościowanie technologii,
• foresight,
• stosowanie zasady ostrożności,
• etyczne zasady projektowania technologii,
• zarządzanie innowacjami i udział interesariuszy,
• zaangażowanie obywatelskie.
Zaleca się, aby OBI było:
• antycypacyjne
• włączające różnych interesariuszy
• refleksyjne – rozważające własne założenia etyczne, polityczne i społeczne
• responsywne – elastyczne, w sensie zmieniania badań i innowacji zgodnie z wartościami społecznymi;.
Efekty prac OBI to m.in.
• Kodeksy postępowania i wytyczne, np. unijny Kodeks postępowania dotyczący odpowiedzialnego prowadzenia badań w dziedzinie nanonauk i nanotechnologii (2008),
• Normy, np. normy ISO dotyczące charakterystyki, bezpieczeństwa i pomiaru nanomateriałów,
• Inicjatywy zarządzania ryzykiem, np. Nano Risk Framework,
• Ewaluacje regulacji,
• Komitety naukowe, np. SCENIHR (Komitet Naukowy ds. Pojawiających i Nowo Rozpoznanych Zagrożeń dla Zdrowia) i komitety OECD i ONZ na temat nowych technologii i zarządzania,
• Organy odpowiedzialności komercyjnej, np. Global Reporting Initiative, Global Compact, AA1000,
• Systemy ochrony własności intelektualnej,
• Zarządzanie odpowiedzialnością korporacyjną (Corporate responsibility governance) – np. BASF Dialogueforum Nano, Du Pont Nano Risk Framework, Chemical Industry Association Responsible Care Code of Conduct, Swiss Retailers Nano Code.
W najbliższych latach zaleca się m.in.
• Komisji Europejskiej:
o opracowanie europejskiej platformy najlepszych praktyk celem pomocy w znalezieniu odpowiednich metod oceny społecznej, etycznej i ekologicznej nowych technologii
o budowanie zdolności zainteresowanych stron do udziału w OBI
o budowanie zrozumienia implikacji społecznych i etycznych OBI
• rządom państw członkowskich UE:
o zapewnienie odpowiedniego udziału społeczeństwa obywatelskiego na wszystkich etapach procesu badań i innowacji.
Koncepcje pokrewne OBI to m.in. „Zrównoważony rozwój”, „Społeczna odpowiedzialność biznesu”, „Wartościowanie Technologii”, „Tworzenie Wspólnej Wartości”, „Zrównoważony rozwój korporacyjny” (“Sustainable development”, “Corporate Social Responsibility”, „Technology Assessment”, „Creating Shared Value”, “Corporate Sustainability”).